# Robert Bruynooghe
Robert Bruynooghe is een vast personage in de boeken van Pieter Aspe. 
In de eerste boeken is hij een ietwat ouderwetse agent van middelbare leeftijd. Vanaf het boek "Blauw bloed" wordt er door Van In en Versavel meer en meer een beroep op hem gedaan. In het boek "Dood tij" is hij tot brigadier bevorderd en is hij een vast lid van de Bijzondere Recherche, onder leiding van Van In.

## Achtergrond, familie en relaties
Bruynooghe is getrouwd, maar hij is niet te verlegen om een beetje met Carine Neels te flirten.
Zijn zoon Sven studeert geneeskunde aan de universiteit, iets wat bij Bruynooghe voor de nodige stress zorgt. 

## Karakter
Bruynooghe is eerst en vooral een flik die volgens het boekje te werk gaat. Zijn wereld is simpel: hij krijgt bevelen en volgt die op. In heel wat verhalen salueert hij dan ook wanneer Van In hem een order geeft. Dit zwakt in de latere boeken wat af. Hij is vrij ouderwets in zijn manier van denken, heeft een enorm plichtsbesef en is zeer trots op zijn ambt. In het boek "Dood tij" voert hij zelf een gipsafdruk van een voetafdruk uit, omdat Van In en Versavel de technische recherche niet bij het onderzoek willen betrekken.

## Uiterlijk
Bruynooghe is van middelbare leeftijd en heeft een forse gestalte. Net als Guido Versavel loopt hij in de eerste verhalen steevast in uniform rond. 

## De televisieserie
Het grootste verschil tussen de Bruynooghe uit de boeken van Aspe en de VTM-serie, is zijn voornaam. In de boeken heet hij Robert, in de televisiereeks gaat hij onder de naam André door het leven.
Vanaf de derde reeks wordt hij vervangen door het neefje van De Kee, de jongere Mitch Dedecker (Mathias Coppens). Dit gebeurt in de boeken evenwel niet. André Bruynooghe werd gespeeld door Erik De Backer.